# Jean-Gédéon Lombard
Jean-Gédéon Lombard (Genève, 15 april 1763 - aldaar, 14 januari 1848) was een Zwitsers bankier.

## Biografie
Jean-Gédéon Lombard was een zoon van Pierre Lombard, een handelaar, en van Anne-Catherine Perron. In 1798 huwde hij Elisabeth Morin. Hij was de vader van Alexandre Lombard en van Henri-Clermond Lombard.
Na zijn handelsstudies in Lyon werd Lombard klerk bij André De la Rue in Genua (tot 1795) en bij Henri Hentsch in Genève. In 1798 richtte hij samen met Hentsch, zijn neef, de bank Lombard, Odier & Cie op. Van 1796 tot 1798 zetelde Lombard in de Conseil administratif van Genève, in 1798 was hij lid van de Commission extraordinaire en van de Commission économique en van 1814 tot 1831 zetelde hij in de Conseil représentatif. Hij was ook vrijmetselaar.
- Gemeinsame Normdatei: 1076092454
- Historisch woordenboek van Zwitserland: 028601
- Virtual International Authority File: 317080034